# Eucyrtopogon nigripes
Eucyrtopogon nigripes är en tvåvingeart som först beskrevs av Jones 1907.  Eucyrtopogon nigripes ingår i släktet Eucyrtopogon och familjen rovflugor.
Artens utbredningsområde är Nebraska. Inga underarter finns listade i Catalogue of Life.